# Klin (Pawlikowice)
Klin – część wsi Pawlikowice w Polsce, położona w województwie małopolskim, w pow. wielickim, w gminie Wieliczka. 
W latach 1975–1998 Klin położony był w województwie krakowskim.